# Вільям Сесіл
Вільям Сесіл, перший барон Берлі (англ. William Cecil, 18 вересня 1520 — 4 серпня 1598) — міністр і головний радник англійської королеви Єлизавети I.

## Життєпис
Народився в графстві Лінкольншир, в родині джентрі (дрібнопомісного дворянина). Закінчив коледж Сент-Джона в Кембриджі, був обраний до парламенту, у палату громад. Батько і дід Вільяма Сесіла зробили кар'єру на службі Тюдорів, і сам Вільям Сесіл продовжив цю традицію.
Він почав кар'єру на державній службі у малолітнього короля Едуарда VI, але зліт кар'єри Вільяма Сесіла припадає на «золоту добу» Єлизавети I. Втім, багато в чому ця «золота доба» зобов'язана своїм становленням саме державному розуму Вільяма Сесіла.
У 1558 стає головним секретарем королеви, в 1572 — лордом казначейства. Єлизавета I довіряла йому в найважливіших державних питаннях. Найчастіше питання вирішувалися саме так, як наполягав Сесіл — наприклад, Єлизавета була проти військової інтервенції до Шотландії, але на цьому наполіг Вільям Сесіл. Однак треба зауважити, що діяв він дуже тонко, дипломатично, намагаючись не зачіпати гордості королеви.
В економіці Вільям Сесіл, бачачи необхідність розвитку мануфактур, намагався поєднати їх розвиток зі збереженням традиційного міського ремесла. У політиці Сесіл, створивши потужний бюрократичний апарат, чимало сприяв зміцненню королівської влади і посилення абсолютизму. Багато досягнень правління Єлизавети I — заслуга саме Вільяма Сесіла.
Помер 4 серпня 1598.

## Дітература
- Alford, Stephen. Burghley: William Cecil at the Court of Elizabeth I (Yale University Press, 2008); sees him as power behind the throne
- Beckingsale, B. W. Burghley: Tudor statesman (1967)
- Collinson, Patrick. "The monarchical republic of Queen Elizabeth I." (1987) in Collinson, Elizabethan essays (1994); highly influential essay stressed elements of republicanism
  - John F. McDiarmid, ред. (2007). The Monarchical Republic of Early Modern England: Essays in Response to Patrick Collinson. Ashgate. с. 7. ISBN 9780754654346.
- Dawson, Jane E. A. "William Cecil and the British Dimension of early Elizabethan foreign policy," History 74#241 (1989): 196–216.
- Graves,  M. A. R. Burghley (1998).
- Hume, Martin Andrew Sharp (1898). The great Lord Burghley: a study in Elizabethan statecraft. J. Nisbet., full text online of classic
- Jones, Norman. Governing by Virtue: Lord Burghley and the Management of Elizabethan England (Oxford UP, 2015). excerpt
- Loades, David, ed. Reader's Guide to British History (2003) 1: 239–40, historiography
- Loades, David. The Cecils: Privilege and Power behind the Throne (2007).
- Loades, David. Elizabeth I: A Life (2006).
- MacCaffrey, Wallace T. "Cecil,  William, first Baron Burghley  (1520/21–1598)", Oxford Dictionary of National Biography, Oxford University Press,  2004 accessed 5 Dec 2012                                                                     doi:10.1093/ref:odnb/4983
- MacCaffrey, Wallace T. The Shaping of the Elizabethan Regime, 1558–1572 (1968), advanced scholarly analysis
- MacCaffrey, Wallace T. Queen Elizabeth and the Making of Policy, 1572–1588. (1981), advanced scholarly analysis
- Maginn, Christopher. William Cecil, Ireland, and the Tudor State (Oxford University Press, 2012).
- Read, Conyers. Secretary Cecil and Queen Elizabeth (vol 1 1955);  Lord Burghley and Queen Elizabeth (vol. 2 1961); highly detailed narrative
- Smith, Alan G. R. William Cecil, Lord Burghley: Minister of Elizabeth I (Bangor, Wales, 1991), short biography;  sees him as power behind the throne

### Головні джерела
- Acres, William, Letters of Lord Burghley to Sir Robert Cecil, 1593–8, Camden Fifth Series, vol. 53, Cambridge University Press, 2018
- Burghley, William Cecil, baron, The Execution of Justice in England, 1583. Facsimile ed., 1936, ISBN 978-0-8201-1175-9.
- HMC Calendar of Manuscripts of the Marquis of Salisbury: The Cecil Manuscripts, 1306–1595